# Слотен (Фрисландія)
Слотен (нід. Sloten, нід. вимова: [ˈsloːtə(n)]) — місто в нідерландській провінції Фрисландія. Входить до муніципалітету Фріске-Маррен. Населення Слотена станом на 2017 рік складало 715 осіб, що робить його найменшим містом Фрисландії.
На момент першої письмової згадки 1426 року вже мало права міста. До 1984 року мало статус окремого муніципалітету.

## Галерея

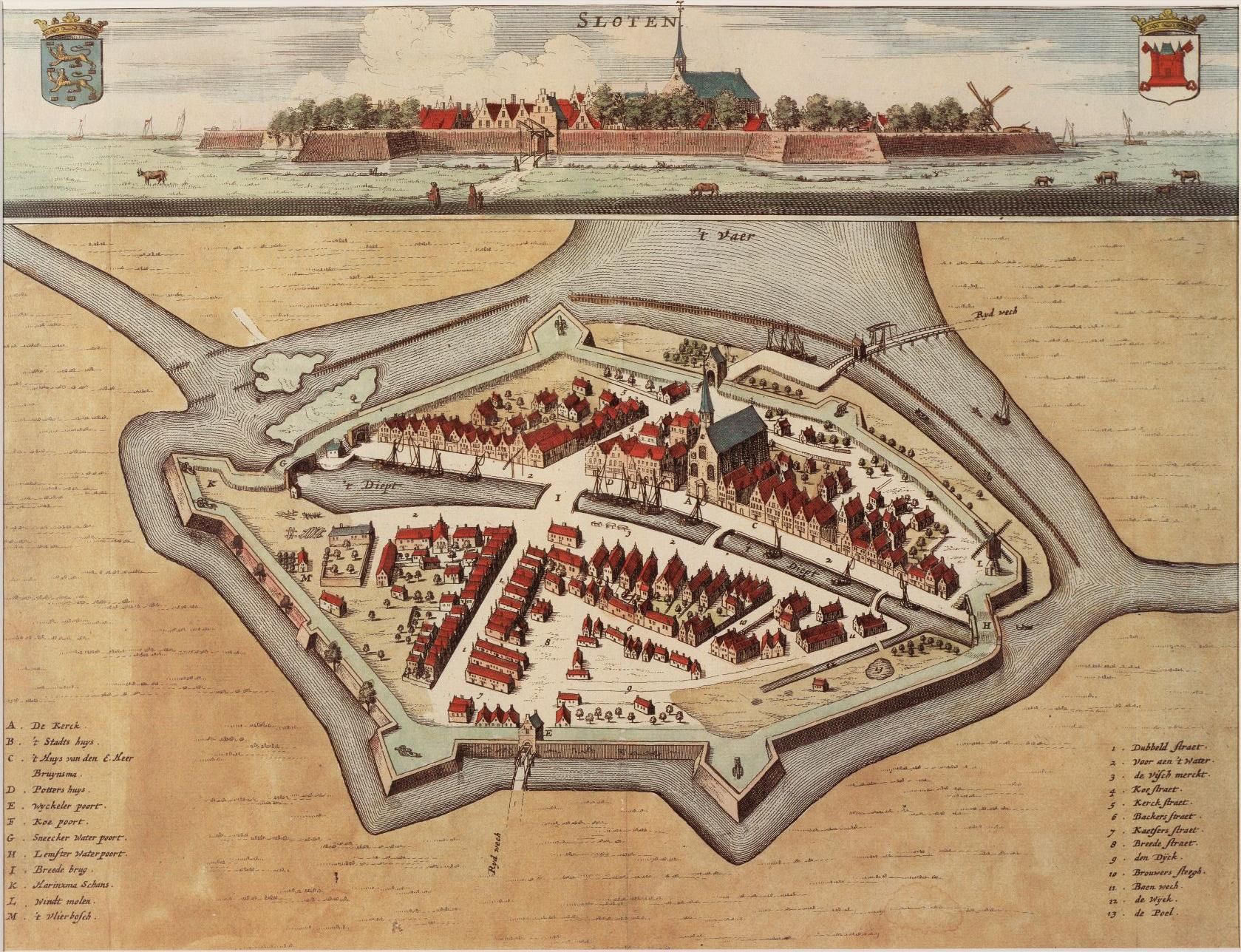
Мапа Слотена, 1664 рік
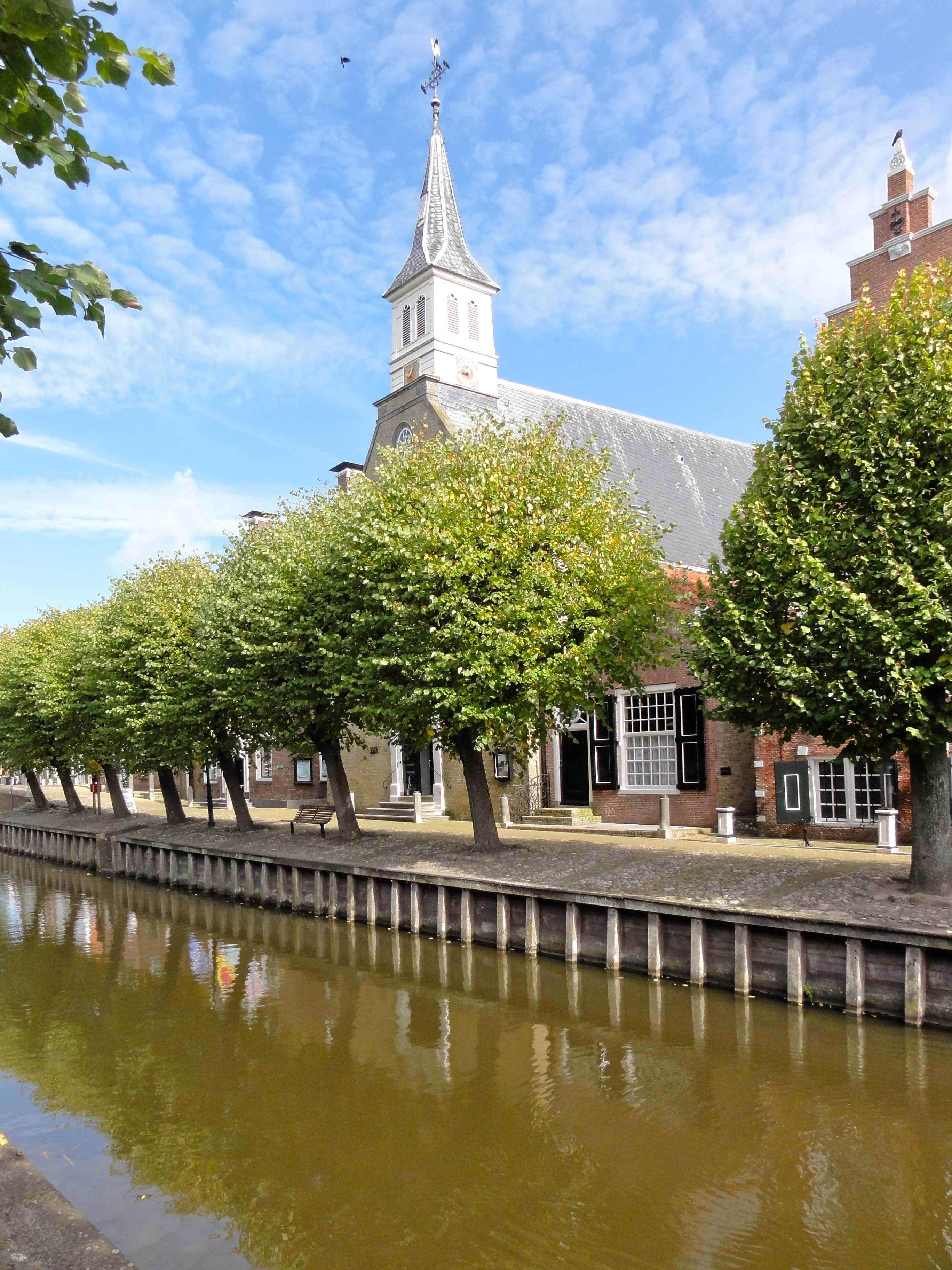
Реформистська церква
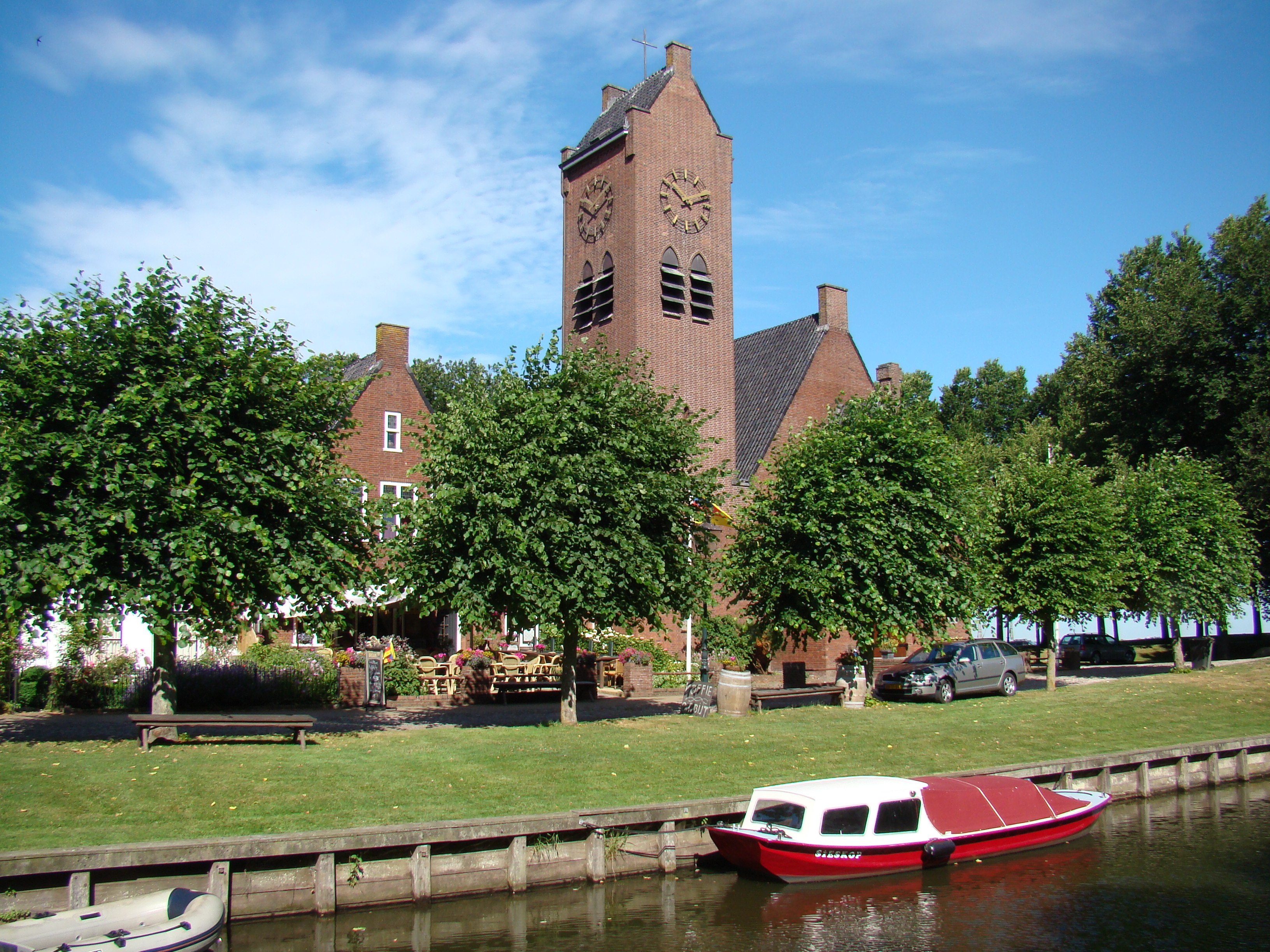
Церква св. Фредеріка
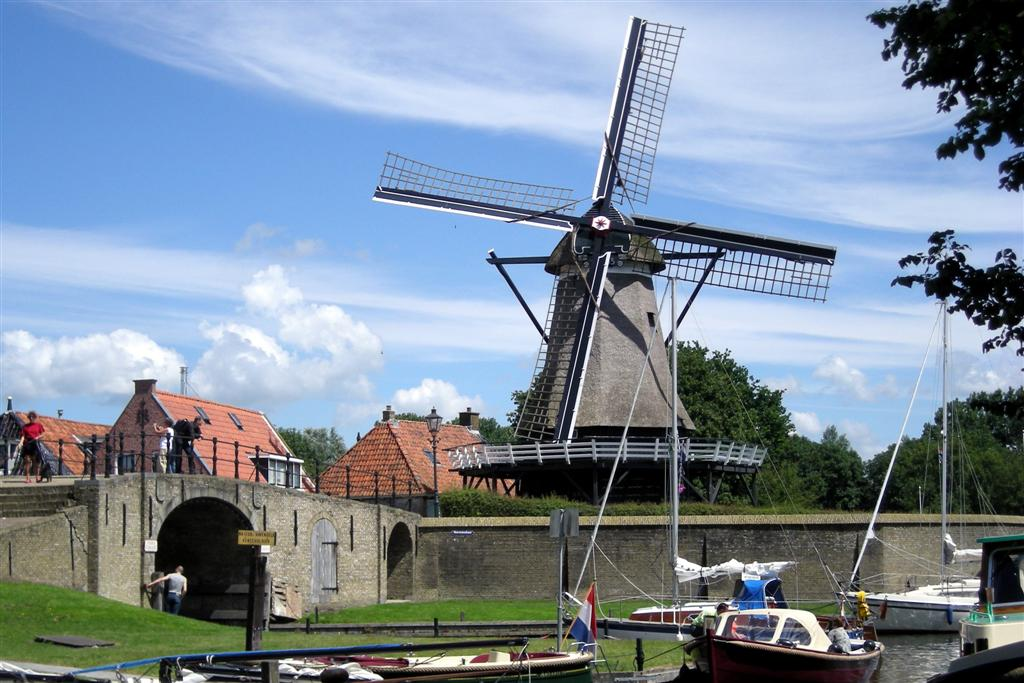
Вітряк De Kaai
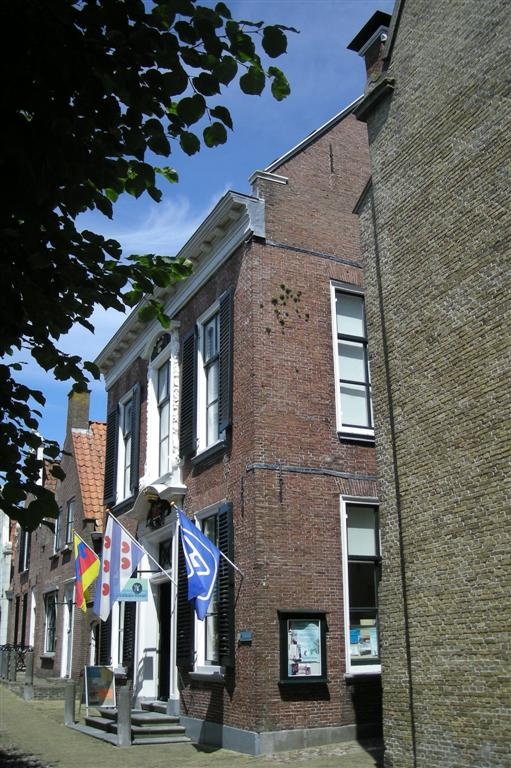
Музей